# What If… T’Challa Became a Star-Lord?
«What If… T’Challa Became a Star-Lord?» (с англ. — «Что, если… Т’Чалла стал бы Звёздным Лордом?») — второй эпизод первого сезона американского анимационного телесериала «Что, если…?», основанного на одноимённой серии комиксов издания Marvel Comics.
В этом эпизоде исследуется, что произошло бы, если бы события «Стражей Галактики» (2014) и «Чёрной пантеры» (2018) произошли по-другому, где Йонду Удонта и Опустошители похищают молодого Т’Чаллу вместо Питера Квилла. Сценарий к эпизоду написал Мэттью Чонси, а режиссёром стал Брайан Эндрюс.
Джеффри Райт повествует события мультсериала в роли Наблюдателя, и в озвучке эпизода также приняли участие Чедвик Боузман (Т’Чалла), Майкл Рукер (Удонта), Джош Бролин, Бенисио дель Торо, Курт Расселл, Офелия Ловибонд, Кэрри Кун, Том Вон-Лолор, Карен Гиллан, Джимон Хонсу, Джон Кани, Шон Ганн, Крис Салливан, Сет Грин и Данай Гурира. Разработка сериала началась к сентябрю 2018 года, и Эндрюс присоединился вскоре после этого, и ожидалось, что множество актёров вернутся к своим ролям из фильмов. Анимацию к эпизоду предоставила студия Blue Spirit, причём Стефан Франк выступил в качестве главы анимации. Эпизод показывает влияние, которое Т’Чалла окажет на всю галактику, и он посвящён Боузману, который умер в августе 2020 года.
«Что, если… Т’Чалла стал бы Звёздным Лордом?» вышел на «Disney+» 18 августа 2021 года. Критики сочли эпизод улучшением по сравнению с премьерой сериала, похвалив его задумку, сюжет про ограбление и изменения, внесённые в существующих персонажей КВМ, таких как реформированный Танос Бролина. Выступления Боузмана, Хонсу и Бролина также получили похвалу.

## Сюжет
В 1988 году целестиал Эго нанимает Опустошителей, чтобы забрать его сына Питера Квилла с Земли. Лидер Опустошителей Йонду Удонта поручает эту задачу своим подчинённым Краглину Обфонтери и Шокерфейсу, которые по ошибке похищают молодого Т’Чаллу из Ваканды.
20 лет спустя Т’Чалла становится известным галактическим наёмником-преступником, известным как Звёздный Лорд. Он реформировал Опустошителей, которые теперь вдохновлены героем Земли Робин Гудом, и убедил Таноса отказаться от своего плана по уничтожению половины всей жизни во Вселенной. Он также верит, что Йонду пытался вернуть его в Ваканду в детстве, но она была уничтожена. Приобретя Сферу, содержащую в себе Камень Силы, на Мораге, Т’Чалла вербует Кората Преследователя в ряды Опустошителей.
К Опустошителям обращается Небула, которая предлагает им ограбление, чтобы украсть один из артефактов Танелиира Тивана / Коллекционера: Угли Бытия, космическую пыль, способную терраформировать целые экосистемы и искоренить галактический голод. В штаб-квартире Тивана на Забвении, Опустошители отвлекают его приспешников из Чёрного Ордена, в то время как Йонду и Небула предлагают ему сферу, что позволяет Т’Чалле проникнуть в обширную коллекцию артефактов Тивана. Он находит космический корабль Ваканды, отправленный на его поиски, и понимает, что Йонду солгал о Ваканде. Все Опустошители попадают в плен, когда Небула, по-видимому, предаёт их Тивану.
Т’Чалла осуждает практику Тивана заключать в клетки других существ в своей коллекции, что вдохновляет помощницу Тивана, Карину, застрелить Эбенового Зоба и освободить Т’Чаллу. Небула стреляет в Корвуса Глэйва и спасает остальных Опустошителей, раскрывая, что они с Т’Чаллой спланировали это предательство, что позволило ей заполучить Угли. Небула и Танос побеждают Кулла Обсидиана и Проксиму Полночную, в то время как Т’Чалла и Йонду побеждают Тивана. Карина освобождает многочисленных пленников Тивана, оставляя Тивана на их милость.
Т’Чалла прощает Йонду за то, что он обманул его, и они возвращаются на Землю, чтобы Т’Чалла смог воссоединиться со своей семьёй в Ваканде. В другом месте на Земле к повзрослевшему Квиллу, работающему уборщиком в «Dairy Queen», прилетает Эго.

## Производство

### Разработка
К сентябрю 2018 года «Marvel Studios» разрабатывала анимационный сериал-антологию, основанный на серии комиксах «What If», в котором будет рассмотрено, как бы изменились фильмы Кинематографической вселенной Marvel (КВМ), если бы определённые события произошли по-другому. Режиссёр Брайан Эндрюс встретился с исполнительным продюсером «Marvel Studios» Брэдом Виндербаумом по поводу проекта ещё в 2018 году, и его официально объявили в августе 2019 года. Эндрюс и Виндербаум, наряду с главным сценаристом А. С. Брэдли, Кевином Файги, Луисом Д’Эспозито и Викторией Алонсо стали исполнительным продюсерами:2. Мэттью Чонси написал сценарий ко второму эпизоду под названием «Что, если… Т’Чалла стал бы Звёздным Лордом?», в котором представлена альтернативная сюжетная линия фильмов «Стражи Галактики» (2014) и «Чёрная пантера» (2018). Эпизод был посвящён Чедвику Боузману. «Что, если… Т’Чалла стал бы Звёздным Лордом?» вышел на «Disney+» 18 августа 2021 года.

### Сценарий
Сценарий к эпизоду был написан примерно в январе и феврале 2019 года. В альтернативной сюжетной линии эпизода Йонду Удонта и «Опустошители» похищают молодого Т’Чаллу вместо Питера Квилла, и Т’Чалла становится героем «Звёздным Лордом». Сценаристы хотели исследовать, что было бы, если бы Йонду похитил другого ребёнка, и остановились на Т’Чалле, когда поняли, что ему столько же лет, сколько Питеру Квиллу. Боузман прочитал ранние версии сценария эпизода, чтобы убедиться, что они остались верны характеру Т’Чаллы, так как он является образцом для подражания и героем для молодых зрителей. Режиссёр «Стражей Галактики» Джеймс Ганн также сделал заметки по сценарию, особенно по поводу того, как в нём использовались Опустошители, в то время как сценаристу и режиссёру «Чёрной пантеры» Райану Куглеру и исполнительному продюсеру Нейту Муру показали сценарий, чтобы убедиться, что он был точной адаптацией Т’Чаллы и его мира. Эпизод вдохновлён фильмами про ограбление, причём для тона эпизода Брэдли конкретно вдохновлялась фильмом «Одиннадцать друзей Оушена» (2001); он стал немного более серьёзным после смерти Боузмана.
Боузман чувствовал, что этот эпизод позволил Т’Чалле «больше подмигивать и улыбаться» без королевского давления, но всё же сохранил свой «моральный компас». Брэдли описала Т’Чаллу как персонажа, который меняет своё окружение, а не персонаж, у которого есть сюжетная арка, говоря: «Он не проходит через трансформацию, он преобразует мир». Поэтому сценаристы хотели посмотреть, как Т’Чалла мог «преобразовать космическое пространство», и решили, что он станет фигурой, подобной Робин Гуду, который «создаёт лучший мир для людей, создаёт лучшую жизнь», оставаясь при этом верным тому, кто он есть. Эпизод исследует «волновой эффект», который он оказывает по всей галактике, приводя к изменениям в фильмах КВМ, таким как то, что «Стражи Галактики» никогда не формировались; Опустошители стали «более благородной, прямолинейной операцией»; а суперзлодей Танос реформируется и присоединяется к Опустошителям. Сценаристы изначально избегали включать Таноса в эпизоде, но добавили его, когда поняли, что он может быть хорошим примером для того, чтобы показать различия в этой вселенной, вызванные Т’Чаллой. На протяжении всего эпизода ходит шутка о том, что Танос всё ещё верит, что его план по уничтожению половины вселенной сработал бы. Это изменение в Таносе создало «вакуум власти», который позволяет Танелииру Тивану / Коллекционеру стать суперзлодеем, а также позволяет изображать приёмную дочь Таноса Небулу как более приспособленную. Сценаристы решили намекнуть на отношения между Небулой и Т’Чаллой, потому что они не чувствовали, что Гамора была бы хорошей романтической парой для Т’Чаллы, как она была для Квилла в фильмах про Стражей Галактики. Это даёт Небуле роль типа роковой женщины/Тесс Оушен в эпизоде.

### Подбор актёров и озвучка

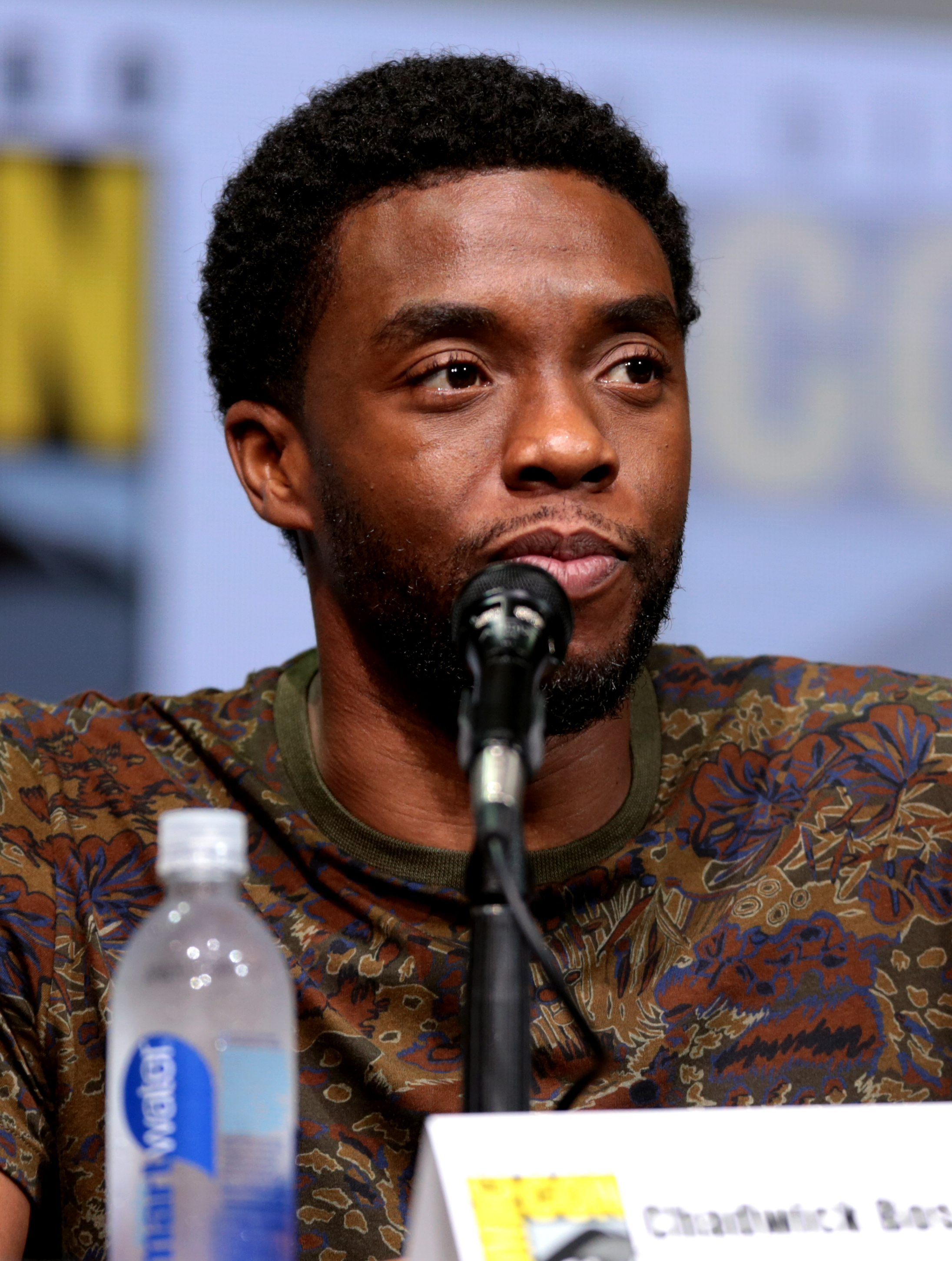
Чедвик Боузман озвучивает Звёздного Лорда Т’Чаллу, повторяя свою роль из фильмов КВМ

Джеффри Райт повествует события эпизода в роли Наблюдателя, причём «Marvel» планирует, чтобы другие персонажи сериала были озвучены актёрами, которые изображали их в фильмах КВМ. В этом эпизоде Чедвик Боузман из «Чёрной пантеры» озвучивает Звёздного Лорда Т’Чаллу, Мэддикс Робинсон озвучивает молодого Т’Чаллу, а звёзды «Чёрной пантеры» Данай Гурира и Джон Кани повторяют свои соответствующие роли Окойе и Т’Чаки. В нём также присутствуют голоса актёров «Стражей Галактики» Майкла Рукера (Йонду Удонта), Джоша Бролина (Танос), Бенисио дель Торо (Танелиир Тиван / Коллекционер), Офелии Ловибонд (Карина), Карен Гиллан (Небула), Джимона Хонсу (Корат Преследователь), Шона Ганна (Краглин Обфонтери) и Сета Грина (Утка Говард). Грин, фанат комиксов «What If», записал свои реплики до выхода фильма «Мстители: Финал» (2019). Крис Салливан и Курт Рассел повторяют свои соответствующие роли Шокерфейса и Эго из фильма «Стражи Галактики. Часть 2» (2017), в то время как Кэрри Кун и Том Вон-Лолор повторяют свои роли из фильма «Мстители: Война бесконечности» (2018) в качестве членов Чёрного Ордена Проксимы Полночной и Эбенового Зоба. Рамонда, Шури, Кулл Обсидиан и Космическая собака Космо появляются без каких-либо реплик.
Фред Таташор озвучивает Дракса и Корвуса Глэйва в этом эпизоде, заменив оригинальных актёров Дэйва Батисту и Майкла Джеймса Шоу соответственно. Батиста указал, что «Marvel» не просила его принять участие в сериале, что удивило Виндербаума, поскольку он предположил, что в какой-то момент произошло некоторое недопонимание, поскольку всех актёров КВМ попросили через своих агентов или напрямую участвовать в сериале. Брайан Т. Дилейни озвучивает Питера Квилла, заменив Криса Пратта, в то время как Таня Уилок озвучивает женщину-Опустошительницу:30:55.
«Что, если…?» стало последней работой Боузмана. Эндрюс отметил, как во время своих записей Боузман подошёл к эпизоду «с точки зрения театрально подготовленного актёра», читая описания сцен между строк, чтобы создать его как пьесу. По словам Эндрюса, Боузману понравилась эта версия персонажа, потому что «это была версия того, как он играл Короля, но Короля без мантии, королевской власти и всего остального, что с этим связано». Это позволило Боузману более легко подойти к выступлению и придать ему «шутливый» оттенок. Боузман обсудил с Файги и сценаристом и режиссёром «Чёрной пантеры» Райаном Куглером вопрос о включении этой «весёлой» версии персонажа в фильм «Чёрная пантера: Ваканда навеки» (2022). После того, как Бролин исполнил своего персонажа, его в шутку называли «Калифорнийским Таносом» из-за «мягкого» подхода Бролина, как будто персонаж «болтался в шортах».

### Анимация
Анимацию к эпизоду предоставила студия «Blue Spirit»:31:31, причём Стефан Франк выступил в качестве главы анимации. Эндрюс разработал сел-шейдинговый стиль анимации сериала с Райаном Майнердингом, главой отдела визуального развития «Marvel Studios». Хотя сериал имеет последовательный художественный стиль, такие элементы, как цветовая палитра, различаются между эпизодами; Майнердинг заявил, что этот эпизод имеет больше научно-фантастического стиля по сравнению с предыдущим эпизодом:4. Концепт-арт для эпизода включён в финальные титры, «Marvel» выпустила его онлайн после премьеры эпизода.
Чтобы изобразить «дружелюбную» версию персонажей эпизода, таких как Танос, Майнердинг хотел отличить их от их версий из КВМ с помощью дизайна костюмов, но также искал способы использовать различные выражения лица. Они хотели, чтобы костюм Т’Чаллы в эпизоде был «более сексуальной версией Питера Квилла [с] более прохладной одеждой и фиолетовыми очками», причём художник-постановщик Пол Ласейн отметил, что влияние Т’Чаллы на его окружение отражается в добавлении фиолетовых акцентов на фоне эпизода. Эндрюс хотел, чтобы среда Музея Коллекционера была намного больше, чем в «Стражах Галактики», где она изображена в виде одной комнаты, заполненной шкафами. В эпизоде есть несколько комнат, и есть несколько снимков с таким количеством шкафов на заднем плане, что было бы очень сложно создать их все на нарисованном фоне с правильными перспективами. Команда художников-постановщиков использовала различные методы для изображения этого, такие как рисование простых квадратов в виде узора или использование вместо этого сгенерированных компьютером коробок. Ласейн чувствовал, что эти методы хорошо работают для создания «иллюстрированной версии [окружающей среды]. Это скорее символическая версия места, чем само место».

### Музыка
Композитор Лора Карпман объединила элементы существующих партитур КВМ с оригинальной музыкой для сериала, в частности, ссылаясь на элементы музыки Тайлера Бэйтса в «Стражах Галактики» и Людвига Йоранссона в «Чёрной пантере» для этого эпизода. Она объединила их, взяв неоркестровые элементы партитуры Йоранссона, включая электронные звуки, этнические инструменты и вокал, и смешав их с оркестровой основной темой Бэйтса к «Стражам Галактики», а также оригинальной оркестровой музыкой для эпизода. Карпман думала, что эти две партитуры «странно [работают] вместе чертовски хорошо». Большая часть её оригинальной музыки для эпизода предназначена для сцен ограбления, для которых она написала «заводную джазовую» музыку, вдохновлённую «Одиннадцатью друзьями Оушена», которую она описала как «танец с картинкой». Она также написала музыку «кантины Т’Чаллы», которая потребовала много усилий, чтобы звучать как плейлист, который мог бы слушать Т’Чалла.
«Marvel Music» и «Hollywood Records» выпустили саундтрек к эпизоду в цифровом формате 27 августа 2021 года с музыкой Карпман. Последний трек, «A Prince Goes Home», звучит над посвящением Боузману в конце эпизода. Он сочетает в себе новую музыку для сцены с темой Карпман для Наблюдателя, и она надеялась, что аудитория будет тронута этим. Она также поделилась треком в «Twitter» 28 августа, в годовщину смерти Боузмана.
| №                   | Название             | Длительность |
| ------------------- | -------------------- | ------------ |
| 1.                  | «Explorer»           | 1:39         |
| 2.                  | «Use the Gun»        | 1:32         |
| 3.                  | «The Plan»           | 0:39         |
| 4.                  | «Alien Lounging»     | 1:29         |
| 5.                  | «Necklace»           | 0:53         |
| 6.                  | «Manic»              | 0:59         |
| 7.                  | «The Soul»           | 0:43         |
| 8.                  | «Strategy»           | 1:24         |
| 9.                  | «Lockdown»           | 1:15         |
| 10.                 | «Just Like Me»       | 1:57         |
| 11.                 | «I Abhor Drama»      | 1:25         |
| 12.                 | «Prisoners Escape»   | 1:35         |
| 13.                 | «Not Crazy...Mad»    | 2:02         |
| 14.                 | «Eat This»           | 0:57         |
| 15.                 | «To the Skies»       | 0:43         |
| 16.                 | «Cocktails»          | 0:41         |
| 17.                 | «The Universe»       | 1:31         |
| 18.                 | «A Prince Goes Home» | 1:03         |
| Общая длительность: | Общая длительность:  | 22:35        |

## Маркетинг
19 августа 2021 года «Marvel» выпустила рекламный плакат к эпизоду, на котором представлены элементы Звёздного Лорда Т’Чаллы и Вакандского дизайна, а также цитата из эпизода. «Marvel» объявила о продаже товаров, вдохновлённые этим эпизодом, в рамках еженедельной акции «Marvel Must Haves» для каждого эпизода сериала, включая одежду, аксессуары, «Funko Pops», «Marvel Legends» и наборы «Lego», основанные на Звёздном Лорде Т’Чалле и Небуле.

## Реакция

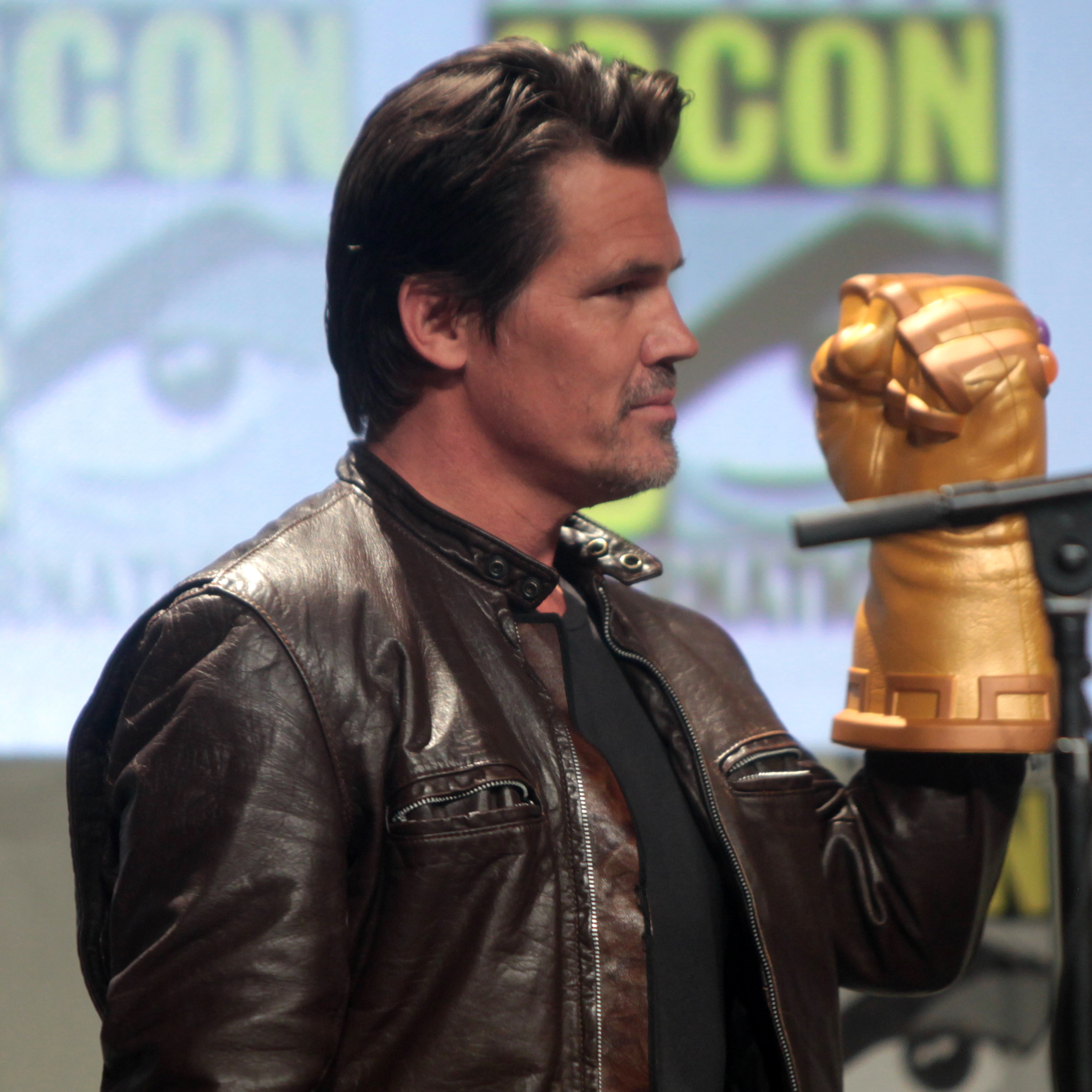
Выступление Джоша Бролина в роли Таноса в эпизоде было высоко оценено критиками.

Энджи Хан из «The Hollywood Reporter» посчитала, что эпизод «сочетает в себе дурачество фильмов про Стражей Галактики с искренним героизмом „Чёрной пантеры“, что даёт восхитительный эффект, и в процессе позволяет Чедвику Боузману озвучить более лёгкую и забавную версию своего любимого персонажа», добавив, что это был «безусловно лучший» из трёх эпизодов, которые были даны критикам для обзора сериала перед его выпуском. Она также чувствовала, что эпизод «стоил того, чтобы заплатить за билет в кино, просто чтобы услышать, как Небула кокетливо называет Т’Чаллу „Ча-Ча“». Том Йоргенсен из «IGN» дал эпизоду 8 баллов из 10 и был более впечатлён этим эпизодом, чем «на удивление средним» первым эпизодом, полагая, что эпизод «идёт ва-банк в том, как он играет с нашим пониманием интегральных игроков КВМ» на протяжении «шумных 30 минут телевидения», и что выступление Боузмана было «абсолютной радостью». Другие вернувшиеся актёры КВМ имели «смешанный успех», переводя свои выступления в анимацию, но Йоргенсен считал, что они были лучшего качества, чем в предыдущем эпизоде. Он чувствовал, что «Что, если… Т’Чалла стал бы Звёздным Лордом?» был лучше приспособлен к формату и стилю сериала, и назвал «смелым» выбором то, что одним из изменений был реформированный Танос с «Энергией Большого папочки».
Сэм Барсанти из «The A.V. Club» поставил эпизоду оценку «B», сказав, что он был «как-то даже веселее, чем можно было бы предположить», а ограбление в эпизоде «затронуло все основные моменты». Хотя Барсанти чувствовал, что версия Кората Хонсу в эпизоде была «восхитительной», и ему понравился подход Бролина к этой версии Таноса, но в целом он чувствовал, что озвучка была «не очень хорошей», включая выступление Боузмана, в котором, по его мнению, не хватало «искры» и не было «таким впечатляющим, каким должно было быть». Дав эпизоду 3,5 звезды из 5, Кирстен Ховард из «Den of Geek» сказала, что эпизод был «замечательным» и «неизменно забавным», видя, насколько лучше Т’Чалла был в роли Звёздного Лорда, чем Питер Квилл. Она также наслаждалась этой версией Таноса и тем, что видела Утку Говарда, и чувствовала, что «трудно не задохнуться во время финальной сцены эпизода в Ваканде», зная, что в «Что, если…?» было последнее выступление Боузмана. Чарльз Пуллиам-Мур из «io9» чувствовал, что «Что, если… Т’Чалла стал бы Звёздным Лордом?» «превращает Т’Чаллу в интересную центральную часть для перемещения по большей вселенной», и то, что персонаж «стал космическим пиратом-гуманистом полностью работает на уровне персонажа и подходит для быстро развивающейся истории эпизода про ограбление». Алан Сепинуолл из Rolling Stone посчитал, что эпизод лучше использовал задумку сериала, чем первый эпизод, а также использовал «недооценённую способность Боузмана с лёгкой комедией» для «хорошо выполненного» сюжета про ограбления. Сепинуолл сказал, что авторы хорошо продумали то, чтобы показать, как космическая сторона КВМ будет изменена Т’Чаллой, и особенно наслаждался влиянием персонажа на Таноса.

## Комментарии
1. ↑  Это ошибка, из-за которой события эпизода расходятся с событиями фильма «Стражи Галактики» (2014), создавая новую альтернативную вселенную.